# Campodorus alticola
Campodorus alticola là một loài tò vò trong họ Ichneumonidae.